# African Growth and Opportunity Act

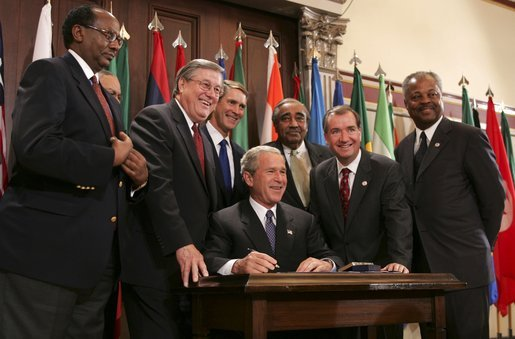
President George W. Bush signerar "African Growth and Opportunity Act" (AGOA) i Dwight D. Eisenhower Executive Office Building, tisdagen den 13 juli 2004.

African Growth and Opportunity Act (AGOA) är en amerikansk lag som antogs av Kongressen i maj år 2000. Syftet med lagen är att främja den ekonomiska utvecklingen i länderna i Afrika söder om Sahara liksom att främja det ekonomiska samarbetet mellan USA och regionen.